# God Rest Ye Merry, Gentlemen
God Rest You Merry Gentlemen, Roud 394, är en traditionell engelsk julsång, först publicerad 1760, men författaren är okänd . Texten är känd sen 1600-talet Flera artister och grupper har spelat in sången, bland annat Ronnie James Dio, Bing Crosby, Nat King Cole, Ella Fitzgerald, Mariah Carey, Bad Religion, Annie Lennox, Loreena McKennitt och Stockholms Studentsångare.

## Publikation
- Julens önskesångbok, 1997, under rubriken "Traditionella julsånger", angiven som "Engelsk julvisa".